# Ерміло Абреу Гомес
Ерміло Абре́у Го́мес (ісп. Ermilo Abreu Gómez; 18 вересня 1894, Мерида — 14 липня 1971, Мехіко) — мексиканський письменник драматург, літературознавець та педагог; представник індіанізму. Дійсний член Мексиканської академії мови з 1963 року.

## Біографія
Народився 18 вересня 1894 року в місті Мериді у Мексиці. Там же навчався в Колегіо Терезіано та Сан-Ільдефонсо.
Свої перші статті опублікував у газетах La Verdad (Мерида, 1909) і в El Amigo de la Verdad (Пуебла, 1911—1913). Співпрацював із журналом «Mérida», де опублікував свої перші оповідання. Після переїзду до Мехіко, був театральним інспектором і співпрацював з газетами El Heraldo de México, El Universal Ilustrado, El Nacional, Letras de México, El Hijo Pródigo та Revista de Revistas. Деякі з його критичних досліджень були опубліковані в журналі de los Contemporáneos.
Викладав літературу в середніх і старших школах, а також у Вищій нормальній школі Мехіко та на факультеті філософії та літератури Національного автономного університету Мексики. Очолював Відділ філософії та літератури Департаменту культури Панамериканського союзу у Вашингтоні.
Помер у Мехіко 14 липня 1971 року. Похований в Мериді на Головному цвинтарі міста.

## Творчість
Серед творів:
- «Канек» (1940; найвідоміший твір митця про повстання у 1761 році Хасінто Канеки — повстанця народу мая);
- збірка оповідань «Герої мая» (1942; про боротьбу народу мая проти іспанських завойовників);
- роман «Загибель індійців» (1951);
- роман із сучасного життя «Батько-вовк» (1952);
- історичний роман «Хінумська змова» (1958);
- п'єси.

Автор робіт з історії мексиканської літератури:
- «Класики, романісти, сучасники» (1933);
- «Літературний портрет Сор Хуани Інес де ла Крус» (1938; присвячено Хуані Інес де ла Крус);
- «Чотири століття мексиканської літератури» (1946);
- «Художня своєрідність творчості Мартина Луїса Гусмана» (1968; про творчість Мартіна Луїса Гусмана).

## Вшанування
У місті Мериді:

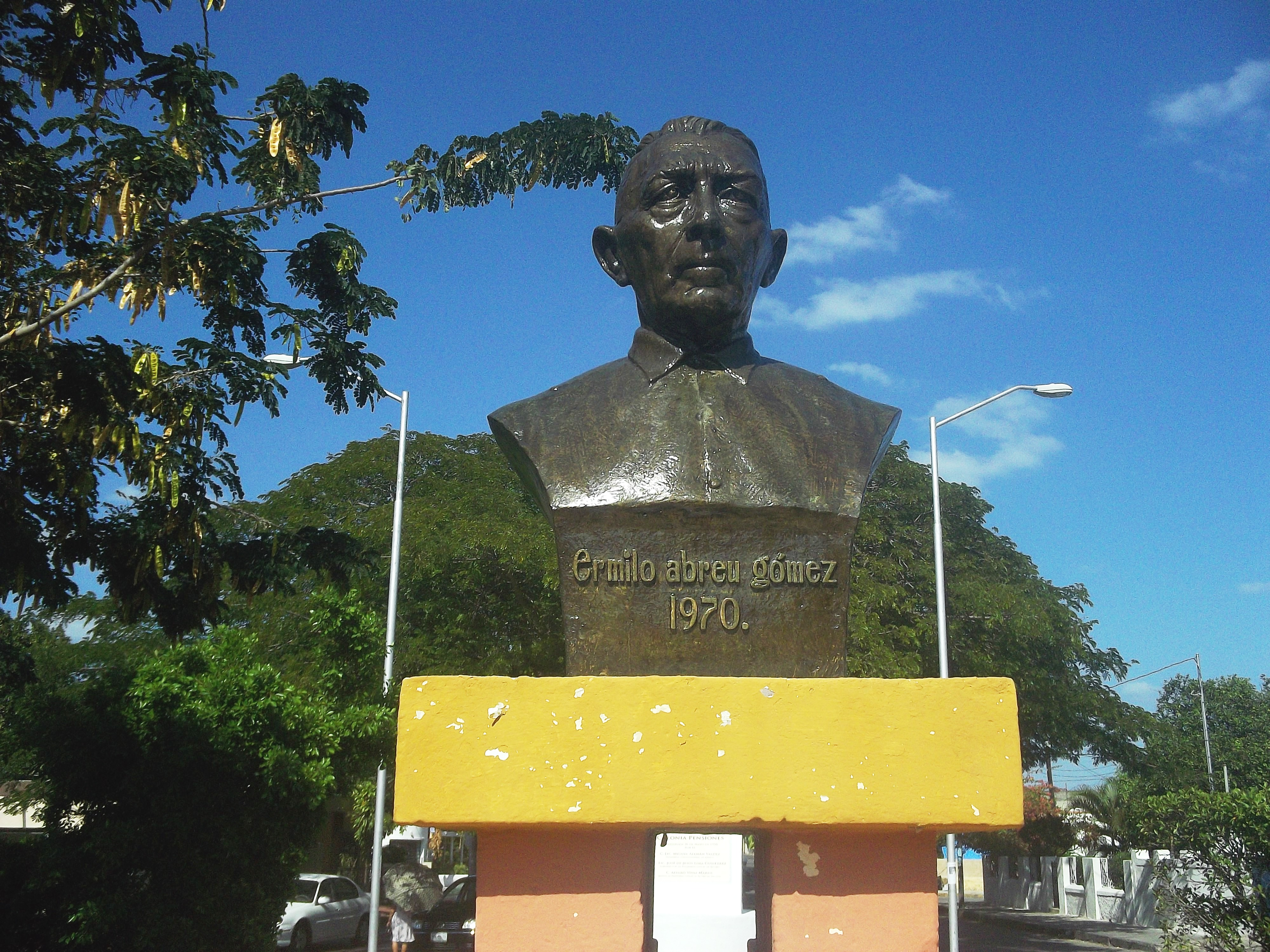
Погруддя у Мериді.

- ім'я письменника присвоєне початковій школі;
- встановлене погруддя (20°59′44.68″ пн. ш. 89°38′33.17″ зх. д. / 20.9957444° пн. ш. 89.6425472° зх. д.).